# Goniomonas
Genre
Synonymes
- Cyathomonas

Taxons de rang inférieur
- Goniomonas marins :
  - Goniomonas amphinema
  - Goniomonas pacifica
- Goniomonas d'eau douce :
  - Goniomonas truncata

Goniomonas est un genre d'algues unicellulaires cryptophytes se nourrissant par phagocytose de proies (par exemple d'autres eucaryotes unicellulaires). Ils se distinguent par leur absence de plaste.
Il existe une relation de groupe frère entre les espèces marines et les espèces d'eau douce.

## Liste d'espèces
Selon NCBI (22 nov. 2011) et World Register of Marine Species (22 nov. 2011) :
- Goniomonas amphinema
- Goniomonas pacifica
- Goniomonas truncata